# Adriano Panatta
Adriano Panatta (Róma, 1950. július 9. –) olasz hivatásos teniszező, Jannik Sinner 2024. évi Melbourne-i győzelméig Olaszország egyetlen férfi Grand Slam-győztese az open érában. Legnagyobb sikere az 1976-os Roland Garros megnyerése, amivel ő lett a legidősebb játékos, aki itt diadalmaskodott. Panatta az egyetlen, aki meg tudta verni Björn Borgot a Roland Garroson, 1973-ban és 1976-ban is ő jött ki győztesen kettejük párharcából. Pályafutása során összesen 9 egyéni és 17 páros ATP-tornát nyert meg. 1976-ban Davis-kupa győzelemhez vezette hazáját.

## Grand Slam-döntői

### Győzelmei (1)
| Év   | Helyszín      | Ellenfél a döntőben | Eredmény a döntőben |
| ---- | ------------- | ------------------- | ------------------- |
| 1976 | Roland Garros | Harold Solomon      | 6–1, 6–4, 4–6, 7–6  |